# Jason Rouser
Jason Rouser (Estados Unidos, 22 de marzo de 1970) es un atleta estadounidense retirado, especializado en la prueba de 4x400 m en la que llegó a ser campeón olímpico en 1996.

## Carrera deportiva
En los JJ. OO. de Atlanta 1996 ganó la medalla de oro en los relevos 4x400 metros, con un tiempo de 2:55.99 segundos, llegando a meta por delante de Reino Unido y Jamaica, siendo sus compañeros de equipo: Alvin Harrison, Derek Mills, Anthuan Maybank y LaMont Smith.